# Sierpodudek purpurowy
Sierpodudek purpurowy (Phoeniculus purpureus) – gatunek średniej wielkości ptaka z rodziny sierpodudków (Phoeniculidae). Występuje w Afryce na południe od Sahary. Nie jest zagrożony.

## Morfologia

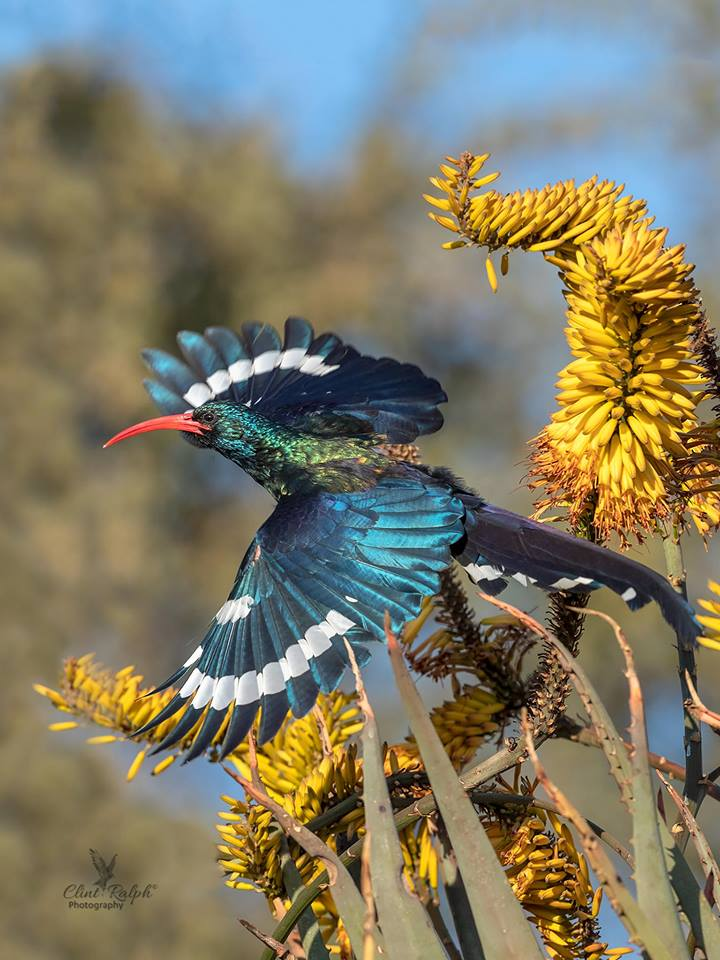
Ptak żerujący na kwiatach aloesu

Długość ciała: 32,5–40 cm; masa ciała: samce 54–99 g, samice 52–75 g.
Upierzenie ciemnozielone z metalicznym połyskiem; grzbiet oraz długi ogon – purpurowe. Białe plamy na skrzydłach i ogonie. Długi, cienki, zakrzywiony czerwony dziób. Obie płcie podobne, ale samice są nieco mniejsze od samców i mają krótsze dzioby. Osobniki młodociane mają czarny dziób.

## Ekologia
RozródSezon lęgowy zależnie od rejonu występowania, w strefie tropikalnej zwykle związany z porą deszczową. Gniazduje zazwyczaj w dziuplach i szczelinach w drzewach żywych lub martwych. Samica wysiaduje zwykle 2–4 niebieskich jaj przez około 17–18 dni.
PożywienieJest głównie owadożerny. Sporadycznie zjada też wije, pająki, solfugi i drobne kręgowce (np. małe jaszczurki), a nawet pokarm roślinny – małe owoce i nasiona. Żeruje na ziemi, na kopcach termitów bądź na pniach drzew, a poza okresem lęgowym żeruje w stadach.

## Status
IUCN uznaje sierpodudka purpurowego za gatunek najmniejszej troski (LC, Least Concern). Liczebność populacji nie została oszacowana, ale jest to ptak szeroko rozprzestrzeniony i często pospolity lub lokalnie pospolity. Trend liczebności populacji oceniany jest jako lokalnie spadkowy ze względu na postępujące niszczenie siedlisk.

## Podgatunki
Wyróżniono sześć podgatunków P. purpureus:
- P. purpureus senegalensis (Vieillot, 1822) – południowy Senegal do południowej Ghany
- P. purpureus guineensis (Reichenow, 1902) – północny Senegal i Gambia do Czadu i Republiki Środkowoafrykańskiej
- P. purpureus niloticus (Neumann, 1903) – południowy Sudan do zachodniej Etiopii i północno-wschodniej Demokratycznej Republiki Konga
- P. purpureus marwitzi (Reichenow, 1906) – Uganda i Kenia do wschodniej RPA; kilkukrotnie stwierdzona w skrajnie południowej Somalii
- P. purpureus angolensis (Reichenow, 1902) – Angola i zachodnia Zambia do północno-wschodniej Namibii i północnej Botswany
- P. purpureus purpureus (J.F. Miller, 1784) – południowa i południowo-wschodnia RPA – od wschodniej Prowincji Przylądkowej Zachodniej do południowej KwaZulu-Natal